# Danh sách Hoa hậu Trái Đất
Dưới đây là danh sách các thí sinh chiến thắng Hoa hậu Trái Đất. Đây là một cuộc thi sắc đẹp thường niên ra đời từ năm 2001.

## Danh sách Hoa hậu
| Năm     | Quốc gia             | Hoa hậu Trái Đất             | Tuổi lúc đăng quang | Chiều cao               | Quê hương      | Nơi tổ chức                             | Ngày đăng quang      | Số thí sinh tham dự năm đó |
| ------- | -------------------- | ---------------------------- | ------------------- | ----------------------- | -------------- | --------------------------------------- | -------------------- | -------------------------- |
| 2001    | Đan Mạch             | Catharina Svensson           | 19                  | 1,80 m (5 ft 11 in)     | Copenhagen     | Quezon, Philippines                     | 28 tháng 10 năm 2001 | 42                         |
| 2002    | Bosna và Hercegovina | Džejla Glavović (Truất ngôi) | 19                  | 1,80 m (5 ft 11 in)     | Sarajevo       | Pasay, Philippines                      | 29 tháng 10 năm 2002 | 53                         |
| 2002    | Kenya                | Winfred Omwakwe (Thay thế)   | 20                  | 1,78 m (5 ft 10 in)     | Nairobi        | Pasay, Philippines                      | 29 tháng 10 năm 2002 | 53                         |
| 2003    | Honduras             | Dania Prince Mendez          | 23                  | 1,85 m (6 ft 1 in)      | Choluteca      | Quezon, Philippines                     | 9 tháng 11 năm 2003  | 57                         |
| 2004    | Brazil               | Priscilla Meirelles          | 21                  | 1,78 m (5 ft 10 in)     | Belém          | Quezon, Philippines                     | 24 tháng 10 năm 2004 | 61                         |
| 2005    | Venezuela            | Alexandra Braun Waldeck      | 22                  | 1,79 m (5 ft 10+1⁄2 in) | Caracas        | Quezon, Philippines                     | 23 tháng 10 năm 2005 | 80                         |
| 2006[A] | Chile                | Hil Hernández                | 22                  | 1,81 m (5 ft 11+1⁄2 in) | Castro         | Manila, Philippines                     | 26 tháng 11 năm 2006 | 82                         |
| 2007    | Canada               | Jessica Trisko               | 22                  | 1,78 m (5 ft 10 in)     | Vancouver      | Quezon, Philippines Nha Trang, Việt Nam | 11 tháng 11 năm 2007 | 88                         |
| 2008    | Philippines          | Karla Paula Henry            | 22                  | 1,74 m (5 ft 8+1⁄2 in)  | Cebu           | Angeles, Philippines                    | 9 tháng 11 năm 2008  | 85                         |
| 2009    | Brazil               | Larissa Ramos                | 20                  | 1,78 m (5 ft 10 in)     | Manaus         | Boracay, Philippines                    | 22 tháng 11 năm 2009 | 80                         |
| 2010    | Ấn Độ                | Nicole Faria                 | 20                  | 1,76 m (5 ft 9+1⁄2 in)  | Bangalore      | Nha Trang, Việt Nam                     | 4 tháng 12 năm 2010  | 84                         |
| 2011[B] | Ecuador              | Olga Álava                   | 23                  | 1,75 m (5 ft 9 in)      | Guayaquil      | Quezon, Philippines                     | 3 tháng 11 năm 2011  | 84                         |
| 2012    | Cộng hòa Séc         | Tereza Fajksová              | 23                  | 1,79 m (5 ft 10+1⁄2 in) | Ivančice       | Muntinlupa, Philippines                 | 24 tháng 11 năm 2012 | 80                         |
| 2013    | Venezuela            | Alyz Henrich                 | 22                  | 1,76 m (5 ft 9+1⁄2 in)  | Punto Fijo     | Muntinlupa, Philippines                 | 7 tháng 12 năm 2013  | 88                         |
| 2014    | Philippines          | Jamie Herrell                | 20                  | 1,75 m (5 ft 9 in)      | Cebu           | Quezon, Philippines                     | 29 tháng 11 năm 2014 | 85                         |
| 2015    | Philippines          | Angelia Ong                  | 25                  | 1,72 m (5 ft 7+1⁄2 in)  | Manila         | Viên, Áo                                | 5 tháng 12 năm 2015  | 86                         |
| 2016    | Ecuador              | Katherine Espín              | 23                  | 1,70 m (5 ft 7 in)      | La Troncal     | Pasay, Philippines                      | 29 tháng 10 năm 2016 | 83                         |
| 2017    | Philippines          | Karen Ibasco                 | 26                  | 1,70 m (5 ft 7 in)      | Manila         | Pasay, Philippines                      | 4 tháng 11 năm 2017  | 85                         |
| 2018    | Việt Nam             | Nguyễn Phương Khánh          | 23                  | 1,72 m (5 ft 7+1⁄2 in)  | Bến Tre        | Pasay, Philippines                      | 3 tháng 11 năm 2018  | 87                         |
| 2019    | Puerto Rico          | Nellys Pimentel              | 22                  | 1,73 m (5 ft 8 in)      | San Juan       | Parañaque, Philippines                  | 26 tháng 10 năm 2019 | 85                         |
| 2020    | Hoa Kỳ               | Lindsey Coffey               | 28                  | 1,76 m (5 ft 9+1⁄2 in)  | Brownsville    | Trực tuyến                              | 29 tháng 11 năm 2020 | 84                         |
| 2021    | Belize               | Destiny Wagner               | 25                  | 1,70 m (5 ft 7 in)      | Punta Gorda    | Trực tuyến                              | 21 tháng 11 năm 2021 | 80                         |
| 2022    | Hàn Quốc             | Mina Sue Choi                | 23                  | 1,73 m (5 ft 8 in)      | Incheon        | Parañaque, Philippines                  | 29 tháng 11 năm 2022 | 86                         |
| 2023    | Albania              | Drita Ziri                   | 18                  | 1,73 m (5 ft 8 in)      | Fushë Krujë    | Thành phố Hồ Chí Minh, Việt Nam         | 22 tháng 12 năm 2023 | 86                         |
| 2024    | Úc                   | Jessica Lane                 | 22                  | 1,83 m (6 ft 0 in)      | Sunshine Coast | Parañaque, Philippines                  | 9 tháng 11 năm 2024  | 76                         |

Chú ý

A  Năm 2006, cuộc thi cố gắng tổ chức ở Santiago, Chile nhưng phải chuyển về Philippines vì Chile không đáp ứng được những yêu cầu của Ban tổ chức.

B  Năm 2011, cuộc thi đã lên kế hoạch sẽ tổ chức ở Băng Cốc, Thái Lan nhưng tới phút chót lại phải về Philippines vì Thái Lan đang phải trải qua lũ lụt.

## Số lần chiến thắng
| Quốc gia/Lãnh thổ    | Số lần | Năm                    |
| -------------------- | ------ | ---------------------- |
| Philippines          | 4      | 2008, 2014, 2015, 2017 |
| Ecuador              | 2      | 2011, 2016             |
| Venezuela            | 2      | 2005, 2013             |
| Brazil               | 2      | 2004, 2009             |
| Úc                   | 1      | 2024                   |
| Albania              | 1      | 2023                   |
| Hàn Quốc             | 1      | 2022                   |
| Belize               | 1      | 2021                   |
| Hoa Kỳ               | 1      | 2020                   |
| Puerto Rico          | 1      | 2019                   |
| Việt Nam             | 1      | 2018                   |
| Cộng hòa Séc         | 1      | 2012                   |
| Ấn Độ                | 1      | 2010                   |
| Canada               | 1      | 2007                   |
| Chile                | 1      | 2006                   |
| Honduras             | 1      | 2003                   |
| Kenya                | 1      | 2002[B]                |
| Bosna và Hercegovina | 1      | 2002[A]                |
| Đan Mạch             | 1      | 2001                   |

Chú ý

A  Truất ngôi

B  Thay thế ngôi vị

## Danh sách Á hậu
Cuộc thi Hoa hậu Trái Đất ra đời nhằm mục đích bảo vệ môi trường. Do đó, ngoài Hoa hậu, các Á hậu cũng sẽ là đại diện cho các hoạt động bảo vệ các nguyên tố quan trọng của Trái Đất là bầu khí quyển, nước, rừng, động vật hoang dã và đất đai. Cuộc thi có vương miện và dải băng riêng cho từng Á hậu. Họ có tên gọi lần lượt là: Hoa hậu Không khí (Á hậu 1), Hoa hậu Nước (Á hậu 2) và Hoa hậu Lửa (Á hậu 3). Dưới đây là danh sách các Á hậu.
| 2001  | Simone Régis              | Brazil             | Margarita Kravtsova       | Kazakhstan   | Daniela Stucan       | Argentina            |
| 2002  | Winfred Omwakwe           | Kenya              | Slađana Božović           | Nam Tư       | Juliana Drossou      | Hy Lạp               |
| 2002  | Slađana Božović B         | Nam Tư             | Juliana Drossou B         | Hy Lạp       | Elina Hurve B        | Phần Lan             |
| 2003  | Priscila Poleselo Zandoná | Brazil             | Marianela Zeledón Bolaños | Costa Rica   | Marta Matyjasik      | Ba Lan               |
| 2004  | Murielle Celimene         | Martinique         | Kahaya Lusazh             | Tahiti       | Yanina González C    | Paraguay             |
| 2005  | Amell Santana             | Cộng hòa Dominican | Katarzyna Borowicz        | Ba Lan       | Jovana Marjanović    | Serbia và Montenegro |
| 2006  | Amruta Patki              | Ấn Độ              | Catherine Untalan         | Philippines  | Marianne Puglia      | Venezuela            |
| 2007  | Pooja Chitgopekar         | Ấn Độ              | Silvana Santaella         | Venezuela    | Angela Gomez         | Tây Ban Nha          |
| 2008  | Miriam Odemba             | Tanzania           | Abigail Elizalde          | Mexico       | Tatiane Alves        | Brazil               |
| 2009  | Sandra Seifert            | Philippines        | Jessica Barboza           | Venezuela    | Alejandra Echevarria | Tây Ban Nha          |
| 2010  | Jennifer Pazmiño          | Ecuador            | Watsaporn Wattanakoon     | Thái Lan     | Yeidy Bosques        | Puerto Rico          |
| 2010  | Viktoria Shchukina        | Nga                | Watsaporn Wattanakoon     | Thái Lan     | Yeidy Bosques        | Puerto Rico          |
| 2011  | Driely Bennettone         | Brazil             | Athena Imperial           | Philippines  | Caroline Medina      | Venezuela            |
| 2012  | Stephany Stefanowitz      | Philippines        | Osmariel Villalobos       | Venezuela    | Camilla Brant        | Brazil               |
| 2013  | Katia Wagner              | Áo                 | Punika Kulsoontornrut D   | Thái Lan     | Catharina Choi       | Hàn Quốc             |
| 2014  | Andrea Neu                | Hoa Kỳ             | Maira Rodríguez E         | Venezuela    | Anastasia Trusova    | Nga                  |
| 2015  | Dayanna Grageda           | Úc                 | Brittany Payne            | Hoa Kỳ       | Thiessa Sickert      | Brazil               |
| 2016  | Michelle Gómez            | Colombia           | Stephanie de Zorzi        | Venezuela    | Bruna Zanardo F      | Brazil               |
| 2016  | Michelle Gómez            | Colombia           | Stephanie de Zorzi        | Venezuela    | Corrin Stellakis     | Hoa Kỳ               |
| 2017  | Nina Robertson            | Úc                 | Juliana Franco            | Colombia     | Lada Akimova         | Nga                  |
| 2018G | Melanie Mader             | Áo                 | Valeria Ayos              | Colombia     | Melissa Flores       | Mexico               |
| 2019  | Emanii Davis              | Hoa Kỳ             | Klára Vavrušková          | Cộng hòa Séc | Alisa Manenok        | Belarus              |
| 2020  | Stephany Zreik            | Venezuela          | Roxanne Allison Baeyens   | Philippines  | Michala Rubinstein   | Đan Mạch             |
| 2021  | Marisa Butler             | Hoa Kỳ             | Romina Denecken           | Chile        | Jareerat Petsom      | Thái Lan             |
| 2022  | Sheridan Mortlock         | Úc                 | Nadeem Ayoub              | Palestine    | Andrea Aguilera      | Colombia             |
| 2023  | Yllana Marie Aduana       | Philippines        | Đỗ Thị Lan Anh            | Việt Nam     | Cora Bliault         | Thái Lan             |

Chú ý

A. ^  Năm đầu tiên, danh hiệu Á hậu 1 được gọi là Hoa hậu Gió. Nó được đổi thành Hoa hậu Không khí kể từ năm 2002.

B. ^ ^ ^  Džejla Glavović đến từ Bosna và Herzegovina đăng quang Hoa hậu Trái Đất 2002.Cô đã bị tước vương miện vào ngày 28 tháng 5 năm 2003 Quỹ Hoa hậu Trái Đất đưa ra lý do khiến cô bị truất ngôi là "không tuân thủ các quy định trong hợp đồng của cô". Winfred Adah Omwakwe đến từ Kenya, người đoạt vương miện Hoa hậu Không khí (Á hậu 1) đã thay cô thực hiện nghĩa vụ của một Hoa hậu. Do đó, Hoa hậu Nước (Á hậu 2) thay thế Hoa hậu Không khí, Hoa hậu Lửa (Á hậu 3) lên thay Hoa hậu Nước. Elina Hurve, đại diện của Phần Lan, cô lọt Top 10 và thay thế Hoa hậu Lửa. Trong cùng năm nay, một Hoa hậu đến từ châu Âu khác là Oxana Fedorova (đăng quang Hoa hậu Hoàn vũ 2002 cũng bị tước vương miện vì lý do tương tự. Cô được thay thế bởi Justine Pasek, Á hậu 1 của cuộc thi đến từ Panama.
 
C. ^  Yanina González đoạt vương miện Hoa hậu Lửa. Trước đó, cô tham dự Hoa hậu Hoàn vũ 2004 và đoạt ngôi vị Á hậu 3.

D. ^  Punika Kulsoontornrut đã bị tước vương miện Hoa hậu Nước do vi phạm hợp đồng. Theo hợp đồng, các Hoa hậu, Á hậu trong thời gian đương nhiệm không được tham gia các cuộc thi khác nhưng cô đã đại diện Thái Lan ở Hoa hậu Quốc tế 2014. Cô tiếp tục đoạt danh hiệu Á hậu 2, giống như Yanina đã từng làm

E. ^  Maira Alexandra Rodríguez ban đầu dự kiến tham gia Hoa hậu Trái Đất 2015. Nhưng do đại diện ban đầu là Stephanie de Zorzi đã bị tước quyền thi đấu do vấn đề cân nặng, Maira trở thành người thay thế.

F. ^  Corrin Stellakis thay thế vị trí Hoa hậu Lửa do Bruna Zanardo đã từ chức. 

G. ^  Melanie Mader là người đầu tiên vừa tham gia Hoa hậu Trái Đất Philippines vừa đại diện cho một quốc gia khác ở cuộc thi.